# Gumový projektil

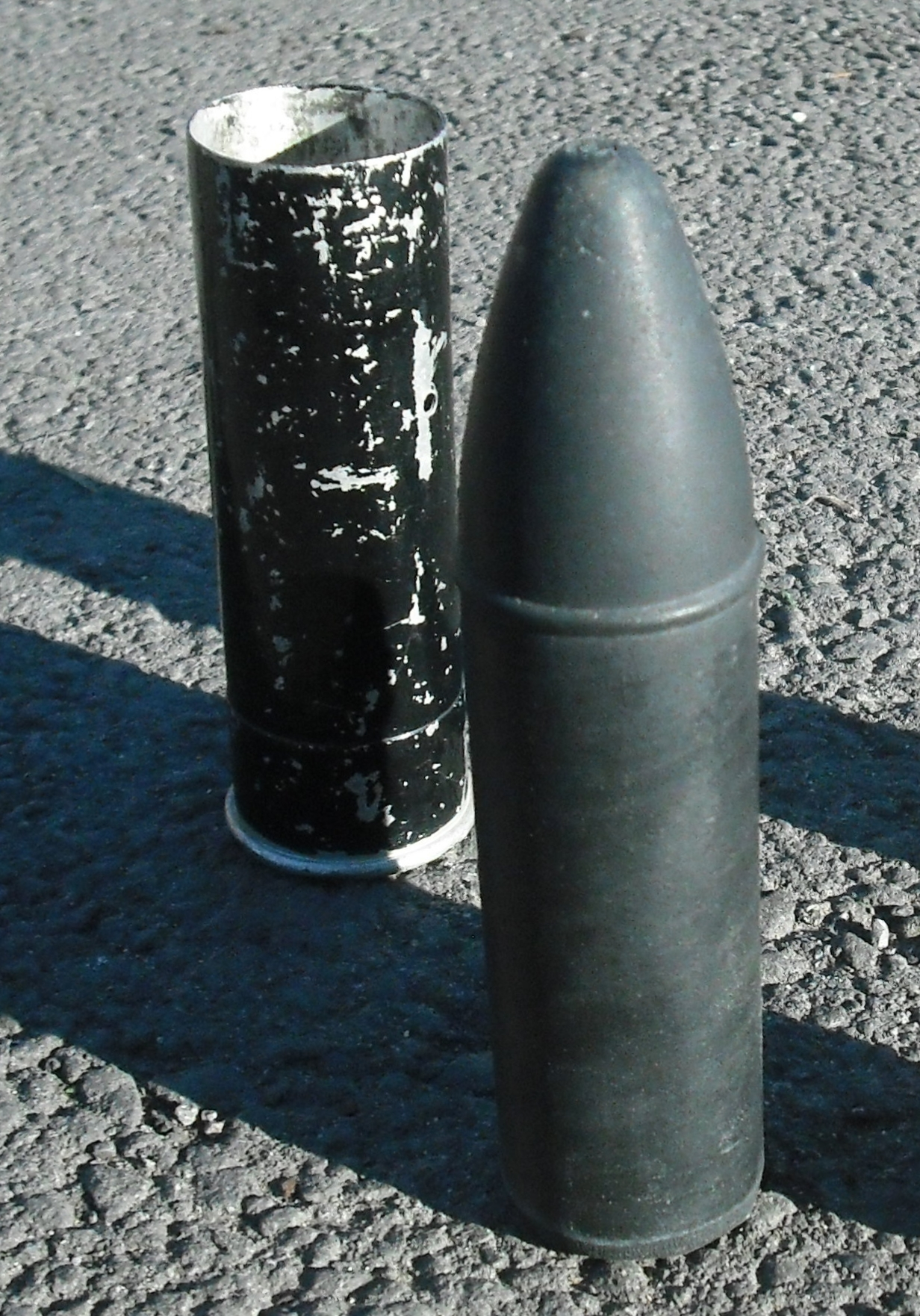
37 mm gumový náboj Britské armády, používaná v Severním Irsku

Gumové kulky jsou gumové nebo gumou potažené střely, které mohou být vystřeleny ze standardních střelných zbraní nebo speciálně upravených zbraní. Mají být méně smrtící alternativou ke standardním projektilům. Stejně jako jiné podobné projektily vyrobené z plastu, vosku nebo dřeva, mohou být gumové kulky použity pro nácvik střelby na krátkou vzdálenost nebo při kontaktu se zvířaty, ale nejčastěji jsou spojeny s nasazením při potlačování nepokojů a k rozptýlení protestů. Gumové projektily byly z velké části nahrazeny jinými materiály, protože guma má sklon se nekontrolovaně odrážet.
Gumové projektily mají agresora paralyzovat, ale přitom nepůsobit vážná zranění. Očekává se, že způsobí pohmožděniny, otěry a hematomy. Mohou však způsobit zlomeniny kostí, poškození vnitřních orgánů nebo smrt. Studie ukazují, že mezi lety 1990 a 2017 způsobilo použití gumových projektilů napříč světem 1984 zranění, z čehož 300 bylo vážných. Počet obětí tohoto druhu munice se v tomto období vyšplhal na 53.
Starší analýzy k roku 1975 ukazují na 90 pacientů zraněných gumovými střelami, 2mrtvé a 18 trvalých postižení nebo deformací a 44 nemocničních ošetření poté, co byly zasaženi gumovými střelami.
Gumové kulky byly poprvé nasazeny proti lidem britskými ozbrojenými silami během konfliktu v Severním Irsku , kde byly poprvé použity v roce 1970.

## Použití při nepokojích

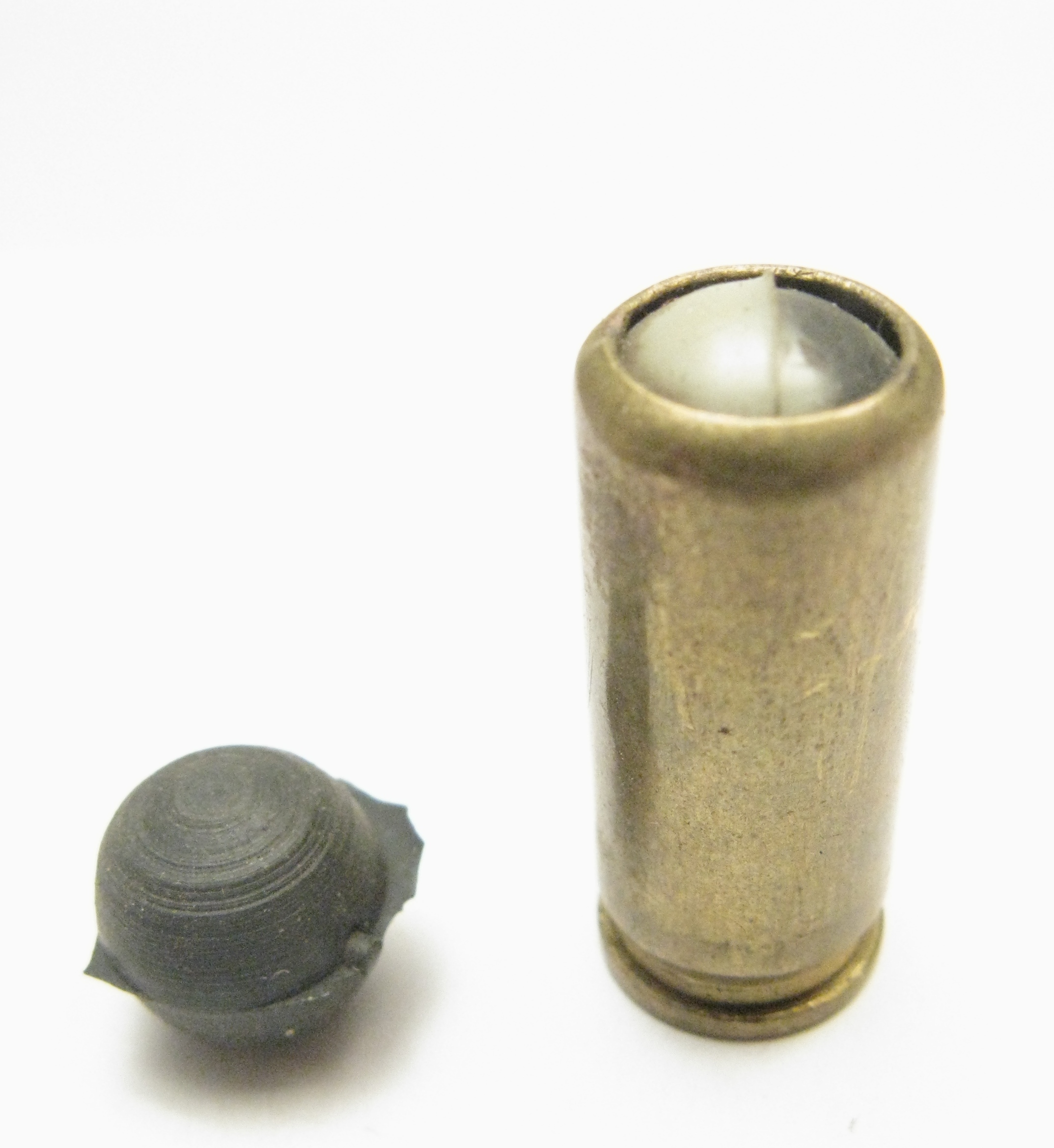
9 mm pa kazeta s gumovým nábojem

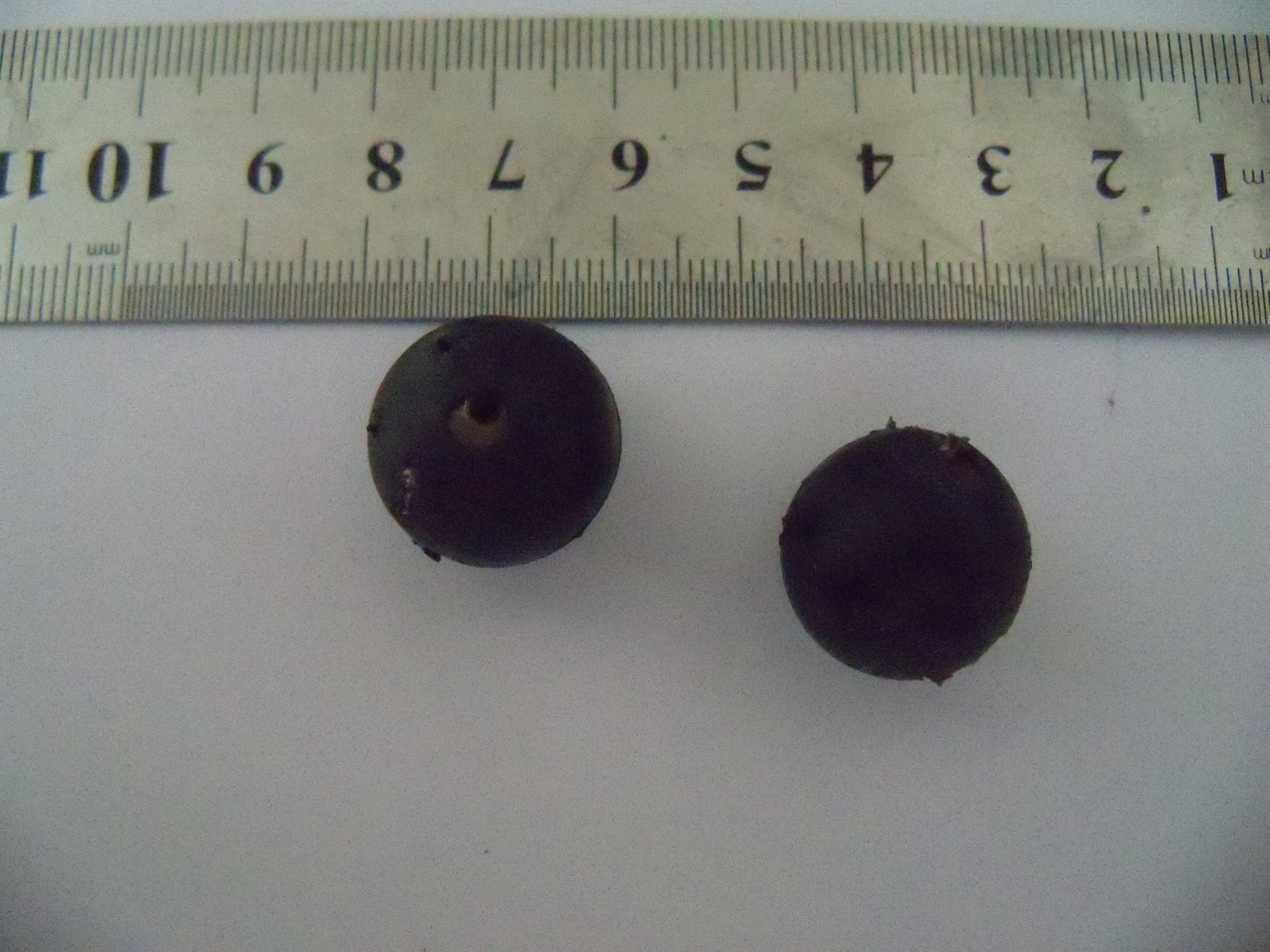
Gumové kuličky používané proti demonstrantům v Ni'lin, srpen 2013

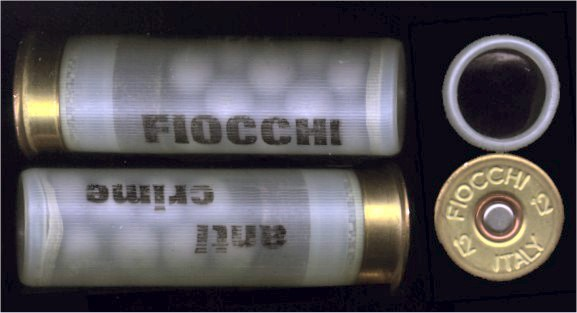
Dvě gumové nábojnice ražby Fiocchi 12

Protidemonstrační gumové kulky jsou výsledkem dlouhotrvajícího vývoje projektilů, které nezpůsobují smrtelná zranění a které sahají až do použití krátkých kusů rukojetí košťat vypálených na demonstrantech v Singapuru v roce 1880. Hongkongská policie vyvinula dřevěné obuškové nábojnice, ale ty se mohly roztříštit a způsobit zranění.
Britové vyvinuli gumové projektily v roce 1970 pro použití při nepokojích v Severním Irsku.   Úsťová rychlost projektilů se pohybuje okolo 60 metrů za sekundu a dostřel kolem 100 metrů. Úmyslem je vystřelit do země tak, že se náboj odrazí a zasáhne cíl do nohy a způsobí tak bolest, ale ne zranění. Od roku 1970 do roku 1975 bylo britskou armádou v Severním Irsku vypáleno přibližně 55 000 gumových nábojů. Často byly vystřeleny z krátké vzdálenosti přímo na lidi, což mělo za následek zabití tří lidí a mnoho dalších bylo vážně zraněno. Mezi těmito zraněními byla pozoruhodnou obětí Emma Grovesová, která byla oslepena při jednom incidentu. V roce 1975 byly nahrazeny plastovými náboji. Celkem bylo Severním Irsku během 35 let (1970–2005) vypáleno asi 125 000 gumových a plastových kulek - v průměru deset za den - což si vyžádalo 17 obětí. 
Gumové kulky byly k dispozici britským policejním silám mimo Severní Irsko od roku 2001. V roce 2013 však dokumenty ministerstva obrany odtajněné od roku 1977 odhalily, že bylo známo, že gumové náboje jsou nebezpečnější, než bylo obecně známo. Dokumenty obsahovaly právní radu pro MO, aby usilovalo o urovnání sporu s dítětem, které bylo oslepeno v roce 1972, namísto toho, aby se obrátilo na soud, který by odhalil problémy s náboji a ztěžoval by potenciální soudní spory v podobných případech. Dokumenty uváděly, že další testy odhalí vážné problémy s náboji, včetně toho, že byly testovány „v kratší době, než bylo ideální“, že „mohly být smrtelné“ a že „mohly a způsobit vážná zranění“. 
Izraelské gumové náboje se vyrábějí ve dvou hlavních typech. Starší typ, standardní gumová střela, je ocelová koule potažená tenkou vrstvou gumy o hmotnosti 14 gramů, zatímco nově vylepšená gumová střela, představená v roce 1989, je kovový válec potažený gumou o průměru 1,7 cm, vážící 15,4 gramů. Tyto náboje mají úsťovou rychlost přes 100 metrů za sekundu (360 km/h) a vojáci je mají vystřelovat na vzdálenost nejméně 40 metrů při míření na dolní končetiny. Přitom ale tyto střely způsobují smrtelná zranění už na vzdálenost 50 metrů a většina smrtelných zásahů bylo do hlavy.
Menší gumové náboje se používají v protidemonstračních brokovnicích a jsou dostupné v různých typech.

## Využití v sebeobraně
V některých zemích mohou civilisté pro sebeobranu použít zbraně, které střílí gumové projektily a nemohou tak způsobit smrtelná zranění.
- Kazachstán – běžní občané a pracovníci bezpečnostních agentur mohou používat plynové pistole nezpůsobující smrtelně nebezpečná zranění, které mohou střílet gumové projektily.

- Rumunsko – střelné zbraně s gumovými projektily jsou jedny z mála zbraní, které si lze koupit.
- Rusko – od roku 1999 mohou civilisté, soukromá ochranka a polijní složky v Rusku používat nesmrtící zbraně.[16] [17] Různé typy pistolí (OSA, "Makarych", HORHE, atd.) mají speciálně oslabenou konstrukci a hlaveň s výstupky, čímž znemožňují střelbu reálných kulek. Gumový projektil se kolem výstupků totiž protáhne. Nejrozšířenější jsou kalibry 9 mm a 10 mm s úsťovou rychlostí podobné normální pistoli a lehkými náboji s hmotností do 0,7 g.
- Ukrajina – ochranka může používat plynové pistole, které mohou střílet gumové projektily.[18][19]

## Rekreační využití
Gumové náboje poháněné pouze roznětkou se obvykle používají pro trénink na cíle v budově nebo pro výcvik, obvykle u pistolí. Jsou určeny pouze pro střelbu na cíl, na rozdíl od kuliček nebo airsoftových pelet, které jsou určeny pro použití na vhodně chráněné živé cíle. Gumové kulky, pokud jsou použity s vhodným uzávěrem, mohou být po střelbě nepoškozené a mohou být použity opakovaně.  